# Miagrammopes constrictus
Miagrammopes constrictus là một loài nhện trong họ Uloboridae.
Loài này thuộc chi Miagrammopes. Miagrammopes constrictus được William Frederick Purcell miêu tả năm 1904.